# Іветт Гіггінс
Іветт Гіггінс (англ. Yvette Higgins, 5 січня 1978) — австралійська ватерполістка.
Олімпійська чемпіонка 2000 року.